# Верхневилюйск
Верхневилю́йск (якут. Үөһээ Бүлүү) — село в Якутии, административный центр Верхневилюйского улуса.
Крупный туристический центр западной Якутии.

## История
Верхневилюйск как зимовье впервые упоминается в 1637 году. Становление его как села приходится примерно на 1780-е годы. Статус самостоятельного сельского образования получил в 1835 году.
В 1896 году открылась торговая ярмарка в селе. Это стало началом развития населенного пункта и привлекло новых жителей. В 1930-х годах Верхневилюйск стал центром сельского поселения и получил статус районного центра. Здесь были открыты школы, больницы и другие социальные объекты.
Во время Советского периода Верхневилюйск активно развивался как административный центр и торговый пункт, обеспечивая жителей окружающих сел лекарственными препаратами, продовольствием и прочими товарами.

## Население
| 1939  | 1959  | 1970  | 1979  | 1989  | 2002  | 2010  |
| ----- | ----- | ----- | ----- | ----- | ----- | ----- |
| 979   | ↗2898 | ↗4304 | ↗5428 | ↗6431 | ↗6555 | ↘6457 |
| 2012  | 2013  | 2014  | 2015  | 2016  | 2017  | 2018  |
| ↘6340 | ↘6308 | ↘6214 | ↗6237 | ↗6283 | ↘6282 | ↗6329 |
| 2019  | 2020  | 2021  |       |       |       |       |
| ↗6340 | ↗6410 | ↗6436 |       |       |       |       |

## Культура
В селе находится краеведческий музей имени П. Х. Староватова.
Культура Верхневилюйска имеет глубокие корни и тесно связана с традициями местных народов, особенно с народом Якутов. Этот регион богат на народные ремесла, музыку, танцы и обряды.
Кроме того, в Верхневилюйске имеется обширная территория (местность «Түгэхтэй», Верхневилюйский улус), где местные жители отмечают «Ысыах» (Ыhыах). Этот праздник — своеобразная встреча лета и отмечается в начале лета.